# Прімож Рогліч
Прімож Рогліч (словен. Primož Roglič, нар. 29 жовтня 1989) — словенський велогонщик, олімпійський чемпіон 2020 року. Виступає за UCI WorldTeam команда Jumbo–Visma. Він починав як стрибун з трампліна, а через кілька років після нещасного випадку в Планиці перейшов на велоспорт.
На Тур де Франс 2017 Рогліч став першим словенцем, який виграв етап. У вересні 2019 року він виграв загальну класифікацію Вуельта Іспанії, ставши першим словенцем, який виграв змагання Гранд-тур. Він також фінішував на фінальному подіумі на Джиро д'Італія 2019 (третє місце в загальному заліку) і на Тур де Франс 2020 (друге місце в загальному заліку), будучи першим словенцем, який одягнув жовту майку, перш ніж поступитися своєму співвітчизнику Тадею Погачару. Він виграв Вуельту Іспанії 2020 року, захистивши свій титул з 2019 року. У 2021 році він виграв золоту олімпійську медаль в індивідуальній гонці на час серед чоловіків. Потім він виграв свою третю Вуельту поспіль, ставши третім гонщиком, якому це вдалося.
У період з 2019 по 2021 рік Рогліч провів рекордні 75 тижнів як велогонщик № 1 у світовому рейтингу чоловічих шосейних перегонів UCI і двічі фінішував як № 1 на кінець року.

## Виступи на Олімпіадах
| Олімпіада           | Дисципліна              | Місце |
| ------------------- | ----------------------- | ----- |
| Ріо-де-Жанейро 2016 | групова шосейна гонка   | 26    |
| Ріо-де-Жанейро 2016 | роздільна шосейна гонка | 10    |
| Токіо 2020          | групова шосейна гонка   | 28    |
| Токіо 2020          | роздільна шосейна гонка | 1     |

## Зовнішні посилання
- Прімож Рогліч на сайті ProCyclingStats
- Прімож Рогліч на сайті Cycling Archives

1. ↑  https://pantheon.world/profile/person/Primož_Roglič
2. ↑  https://www.procyclingstats.com/rider/primoz-roglic
3. 1 2 3 4 5  ProCyclingStats
4. ↑  JUMBO-VISMA. archive.ph. 2 січня 2021. Архів оригіналу за 2 січня 2021. Процитовано 29 липня 2022.
5. ↑  Kaplan, Greg (27 січня 2020). How Primož Roglič made the leap from ski jumper to grand tour winner. VeloNews.com (англ.). Процитовано 29 липня 2022.
6. ↑  MacLeary, John (15 вересня 2019). Primoz Roglic makes history as Jumbo-Visma rider becomes first Slovenian to win grand tour at Vuelta a Espana. The Telegraph (брит.). ISSN 0307-1235. Процитовано 29 липня 2022.
7. ↑  Stage 9 to Pogacar, lead to Roglic: Slovenia takes it all - Tour de France 2022. www.letour.fr (англ.). Процитовано 29 липня 2022.
8. ↑  published, Daniel Benson (28 липня 2021). Olympics: Primoz Roglic wins gold for Slovenia in men's time trial. cyclingnews.com (англ.). Процитовано 29 липня 2022.
9. ↑  published, Patrick Fletcher (5 вересня 2021). Primoz Roglic wins the Vuelta a España. cyclingnews.com (англ.). Процитовано 29 липня 2022.
10. ↑  ahood (23 жовтня 2019). Roglic, Vos end year as WorldTour's world No.1. VeloNews.com (англ.). Процитовано 29 липня 2022.
11. ↑  2020 UCI World Rankings honour Van der Breggen and Roglič. www.uci.org (брит.). Процитовано 29 липня 2022.